# Comté de Pah-Ute

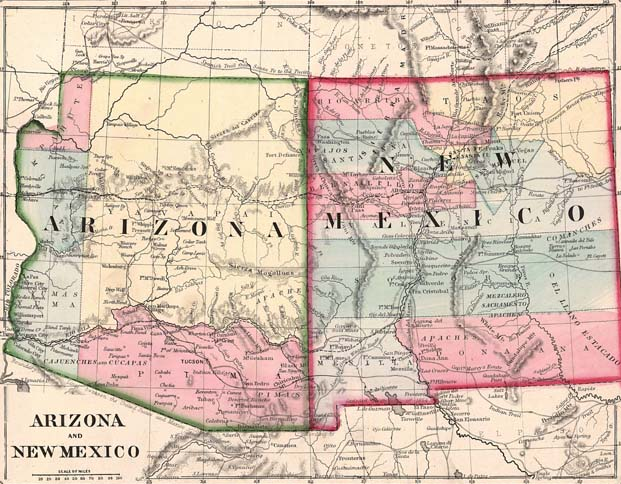
Carte de 1867 des territoires de l'Arizona et du Nouveau-Mexique montrant en rose, en haut à gauche, le reste du comté après la cession au Nevada.

Le comté de Pah-Ute est un ancien comté américain, situé dans le nord-ouest du territoire de l'Arizona, qui a existé de 1865 à 1875.
La plupart du comté est transféré au Nevada en 1867, le reste du comté rejoignant finalement le comté de Mohave. La majorité du territoire correspond à l'actuel comté de Clark (Nevada) qui inclut la ville de Las Vegas. En raison de ce transfert, le comté de Pah-Ute est parfois surnommé le « comté perdu de l'Arizona ».
Pah-Ute est une ancienne orthographe du nom tribal des Païutes du Sud.

## Histoire
Le comté de Pah-Ute est créé le 22 décembre 1865, par une loi de la 2e législature territoriale de l'Arizona présenté par le représentant Octavius D. Gass (en). Le comté est formé à partir du nord du comté de Mohave, l'un des quatre comtés originaux du territoire. Sa création est justifiée par la croissance rapide des populations d'agriculteurs le long du fleuve Colorado. Le siège du comté est initialement fixé à Callville (en),,. Il est transféré à la communauté mormone de Saint-Thomas le 1er octobre 1867. Les deux communautés (Callville et St. Thomas) se trouvent aujourd'hui au fond du lac Mead. Les frontières initiales du comté sont limitées au sud par les « rapides rugissants » (en anglais : Roaring Rapids) du Colorado et à l'est par le méridien 113° 20” ouest.
Le 5 mai 1866, le Congrès des États-Unis approuve une loi transférant à l'État du Nevada les parties des comtés de Pah-Ute et de Mohave situées à l'ouest du fleuve Colorado et du 114e méridien ouest. Le transfert prend effet le 18 janvier 1867. Pendant plusieurs années, le territoire de l'Arizona va contester cette décision et tenter d'inverser le transfert, sans succès. Pendant ce temps, le comté de Pah-Ute continue à être représenté au sein de la législature territoriale de l'Arizona (jusqu'en 1868). Le comté est officiellement dissout le 18 février 1871 lorsque la 6e législature territoriale abroge la loi créant le comté. Le territoire restant se retrouve à nouveau dans le comté de Mohave,.